# Maks Blejec
Maks Blejec, slovenski tiskar, * 12. december 1902, Ljubljana, † 10. julij 1963, Ljubljana.
Kot izučen ročni stavec je bil v letih 1917−1935 zaposlen v ljubljanski Jugoslovanski tiskarni, nato do 1946 direktor Zadružne tiskarne v Ljubljani in kasneje na vodilnih mestih direkcije Grafične industrije Ljudske republike Slovenije (LRS). V okviru Združenja grafičnih podjetij LRS se je posvečal vzgoji tiskarskih kadrov in bil soator Priročnika za ročne stavce (Ljubljana, 1957).